# US F1
Team USF1 je motoristický závodní tým, který se měl účastnit sezóny 2010 v závodech Formule 1. Tým byl potvrzen pro vstup do sezóny dne 12. června 2009 společně s dalšími třemi novými týmy.
Tým z finančních důvodů v roce 2010 nenastoupil. Má proto zakázáno startovat ve všem soutěžích FIA protože porušil svůj závazek a nenastoupil ve Formuli 1.

## Sponzoři
Společnost YouTube oznámila, že bude sponzorovat tým USF1.[kdy?]

## Jezdci
Jezdci týmu měli být José María López a James Rossiter, oba jezdci ovšem od smlouvy odešli protože tým v roce 2010 do šampionátu Formule 1 nenastoupil. Má proto zakázáno startovat ve všem soutěžích FIA protože porušil svůj závazek a nenastoupil ve Formuli 1.